# 考特妮·布罗斯南
考特妮·伊丽莎白·布罗斯南（英語：Courtney Elizabeth Brosnan；1995年11月10日—），美国和爱尔兰共和国女子职业足球运动员，司职守门员，目前效力于埃弗顿足球俱乐部和爱尔兰共和国国家女子足球队。她曾代表爱尔兰参加2023年国际足联女子世界杯。